# Åsnens nationalpark
Åsnens nationalpark er en af Sveriges nationalparker. Parken ligger i Kronobergs län og omfatter dele af naturreservaterne Bjurkärr, Toftåsa myr og Västra Åsnens övärld samt biotopbeskyttelsesområdet Trollberget med omkringliggende vådområder, øer og skove. Nationalparken blev oprettet den 14. marts 2018 og indviedes den 25. maj 2018.